# Markus Knackmuß
Markus Knackmuß (* 7. Juni 1974 in Radolfzell) ist ein ehemaliger deutscher Fußballspieler.

## Karriere
In seiner Jugend spielte Knackmuß für den FC Radolfzell und den SV Allensbach.
Der 1,88 m große und 83 kg schwere Rechtsfuß war Abwehrspieler. Vom FV Donaueschingen wechselte er 1998 zum SC Pfullendorf, wo er seine Profikarriere begann. 2001 wechselte Knackmuß zum Ligakontrahenten SSV Jahn Regensburg, mit welchem er 2002/03 den Aufstieg in die 2. Bundesliga schaffte. Zwei Jahre, von 2004 bis 2006, spielte er beim FC Augsburg. Mit den Augsburgern wurde Markus Knackmuß Meister der Regionalliga Süd 2006 und stieg in die 2. Liga auf. Die folgenden zwei Jahre, bis zum 31. Januar 2008, spielte der Defensivmann bei Dynamo Dresden, dann kehrte er zum SC Pfullendorf zurück. Von Januar bis Juni 2010 war er für den FC Konstanz aktiv. Von Juli 2010 bis 2015 spielte er für den FC 08 Villingen in der Oberliga Baden-Württemberg, im Frühjahr 2015 war er dort Trainer.

## Erfolge
- 31 Zweitligaeinsätze, 1 Tor für Jahn Regensburg
- 271 Regionalligaspiele, 18 Tore (128/9 Pfullendorf, 44/1 Augsburg, 62/7 Regensburg, 37/1 Dynamo Dresden)
- 2003, 2006 Aufstieg in die 2. Bundesliga